# كارل هاينز ريشنجر
كارل هاينز ريشنجر (1906-1998) (بالإنجليزية: Karl Heinz Rechinger)‏ هو عالم نبات نمساوي.